# Torteval-Quesnay
Pour les articles homonymes, voir Torteval.
Torteval-Quesnay est une ancienne commune française, située dans le département du Calvados en région Normandie, peuplée de 336 habitants. Au 1er janvier 2017, la commune devient une commune déléguée au sein de la commune nouvelle d'Aurseulles.

## Géographie
| Saint-Paul-du-Vernay | Trungy                | Longraye                                   |
| Cahagnolles, Livry   | Torteval-Quesnay      | Longraye                                   |
| Livry                | Saint-Germain-d'Ectot | Hottot-les-Bagues (sur 200 m), Anctoville, |

## Toponymie
Torteval est attesté sous les formes Torta Vallis en 1077, Tourtavallis au XIVe siècle. 
Quesnay est attesté sous les formes Casnetum en 1082, Caisneium en 1220, Quesnetum en 1225, Kaisneium en 1238, Quesnai en 1277, Caesnayum en 1480, Quesné en 1454, Quênai en 1723.

## Histoire
Le 24 juillet 1346, Édouard III d'Angleterre, lors de sa chevauchée sur le sol français, venant de Torigny, et deux jours avant la prise de Caen, ravage le village. La région sera pillée par une armée de 19 000 hommes[réf. nécessaire].
En 1975, Torteval absorbe Quesnay-Guesnon et la nouvelle commune pend le nom de Torteval-Quesnay.

## Politique et administration
| Période                                  | Période   | Identité               | Étiquette | Qualité     |
| ---------------------------------------- | --------- | ---------------------- | --------- | ----------- |
| ?                                        | mars 2001 | Jean-Claude Gautier    |           |             |
| mars 2001                                | En cours  | Jean-Marie Declomesnil | DVD       | Agriculteur |
| Les données manquantes sont à compléter. |           |                        |           |             |

Le conseil municipal est composé de onze membres dont le maire et deux adjoints.

## Démographie
L'évolution du nombre d'habitants est connue à travers les recensements de la population effectués dans la commune depuis 1793. À partir du 1er janvier 2009, les populations légales des communes sont publiées annuellement dans le cadre d'un recensement qui repose désormais sur une collecte d'information annuelle, concernant successivement tous les territoires communaux au cours d'une période de cinq ans. 
Pour les communes de moins de 10 000 habitants, une enquête de recensement portant sur toute la population est réalisée tous les cinq ans, les populations légales des années intermédiaires étant quant à elles estimées par interpolation ou extrapolation. Pour la commune, le premier recensement exhaustif entrant dans le cadre du nouveau dispositif a été réalisé en 2004,.
En 2021, la commune comptait 336 habitants, en évolution de +3,7 % par rapport à 2015 (Calvados : +1,58 %, France hors Mayotte : +2,49 %).
| 1793 | 1800 | 1806 | 1821 | 1831 | 1836 | 1841 | 1846 | 1851 |
| ---- | ---- | ---- | ---- | ---- | ---- | ---- | ---- | ---- |
| 536  | 544  | 664  | 657  | 663  | 536  | 590  | 601  | 664  |

| 1856 | 1861 | 1866 | 1872 | 1876 | 1881 | 1886 | 1891 | 1896 |
| ---- | ---- | ---- | ---- | ---- | ---- | ---- | ---- | ---- |
| 640  | 644  | 638  | 634  | 635  | 583  | 586  | 549  | 508  |

| 1901 | 1906 | 1911 | 1921 | 1926 | 1931 | 1936 | 1946 | 1954 |
| ---- | ---- | ---- | ---- | ---- | ---- | ---- | ---- | ---- |
| 511  | 471  | 471  | 412  | 393  | 367  | 373  | 323  | 332  |

| 1962 | 1968 | 1975 | 1982 | 1990 | 1999 | 2004 | 2009 | 2014 |
| ---- | ---- | ---- | ---- | ---- | ---- | ---- | ---- | ---- |
| 375  | 366  | 304  | 383  | 333  | 359  | 346  | 347  | 327  |

| 2018 | - | - | - | - | - | - | - | - |
| ---- | - | - | - | - | - | - | - | - |
| 313  | - | - | - | - | - | - | - | - |

## Lieux et monuments
- La baronnie de Torteval, avec une entrée monumentale encadrée par deux tourelles à toit en poivrière, d'un château de la fin du XVe siècle[11]. Cette entrée est inscrite au titre des monuments historiques depuis 1927.
- Église Notre-Dame-de-l’Assomption de Torteval.
- Église Notre-Dame de Quesnay en grande partie du XVIIIe siècle.

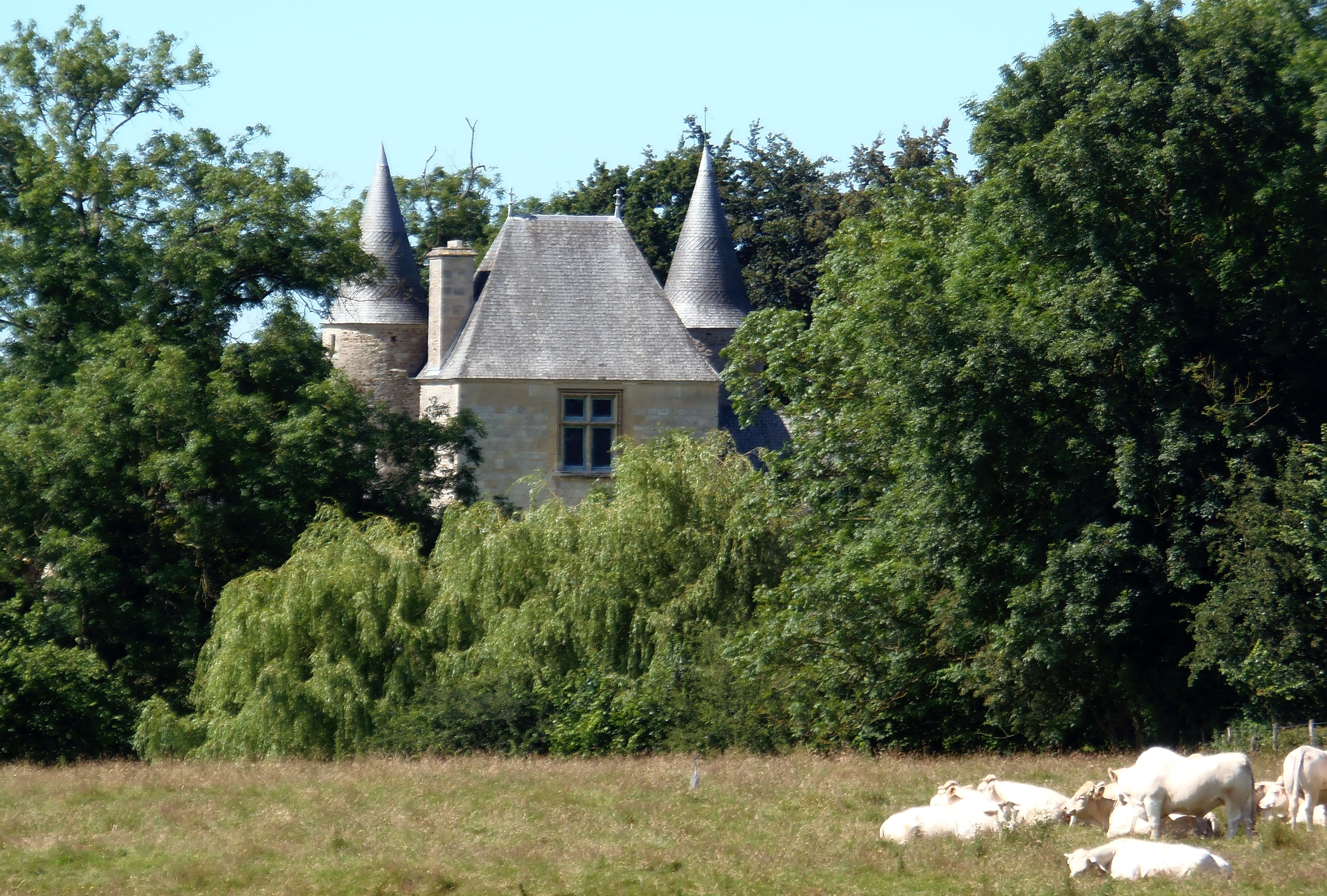
La Baronnie.
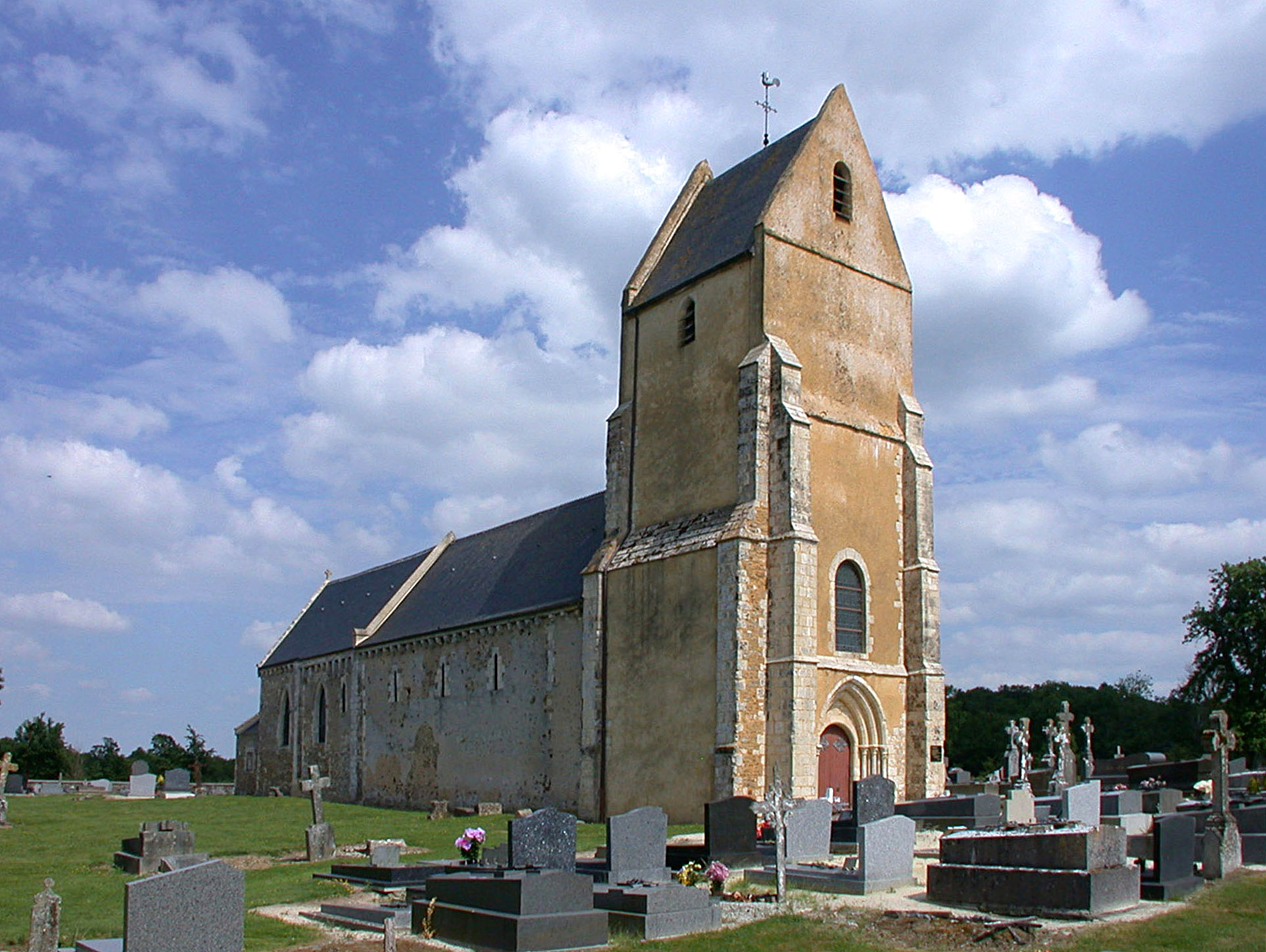
L’église Notre-Dame-de-l’Assomption de Torteval.
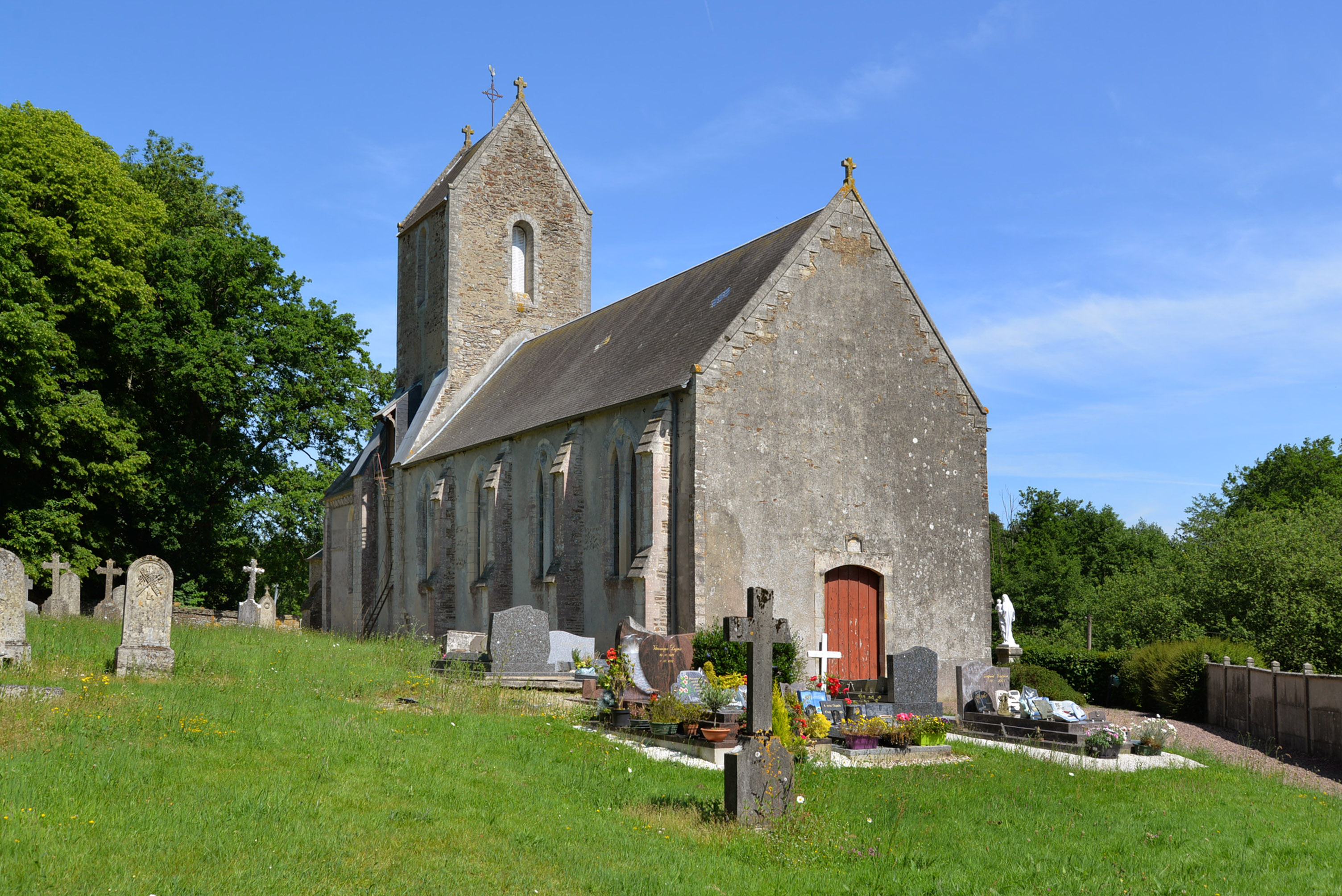
L’église Notre-Dame de Quesnay.